# Menthus californicus
Menthus californicus es una especie de arácnido del orden Pseudoscorpionida de la familia Menthidae.

## Distribución geográfica
Se encuentra en California (Estados Unidos).